# Prezydium (mormonizm)
Prezydium – organ w strukturze organizacyjnej Kościele Jezusa Chrystusa Świętych w Dniach Ostatnich.
Zazwyczaj składa się z prezydenta lub biskupa oraz jego dwóch doradców wspomaganych przez sekretarzy i, w razie potrzeby, protokolantów. Tak zorganizowane prezydia odpowiadają za realizację wszelkich kościelnych programów w granicach podległej sobie jurysdykcji kościelnej. Działają już w najmniejszych gremiach wewnątrz mormońskich gmin, chociażby w funkcjonujących w nich kworach kapłańskich. Powielane są na każdym szczeblu organizacyjnym, aż do Pierwszego Prezydium, najwyższego organu zarządzającego Kościoła. Działają też w afiliowanych przy Kościele organizacjach pomocniczych.
Przewodniczący prezydiom są zazwyczaj powoływani przez nadrzędny wobec siebie szczebel w kościelnej hierarchii. Popierani są następnie formalnie przez członków grupy, której mają przewodniczyć. Doradcy dobierani są przez prezydenta, ich powołanie oraz zatwierdzenie jednakże zależy, ponownie, od nadrzędnego szczebla w strukturze kościelnej. Doradcy w prezydium otrzymują zadania i konkretny zakres obowiązków, generalnie niemniej wspierają oni prezydenta w gromadzeniu informacji, analizie problemów, podejmowaniu decyzji oraz implementacji polityk kościelnych.
Prezydia nie są jednocześnie gremiami, których członkowie są sobie równi, jeśli chodzi o status czy przysługujące im uprawnienia. Ostatnie słowo zawsze przysługuje prezydentowi, który zasięga opinii doradców i jest jednocześnie odpowiedzialny za jednomyślność, na której opiera się proces decyzyjny we wszystkich prezydiach. Najpowszechniejsze prezydia, zatem te funkcjonujące odpowiednio w okręgach i palikach (grupach gmin lub okręgów), powołują i zwalniają z powołań wszystkich wiernych znajdujących się w obrębie podlegającej im jurysdykcji. Czynią to zazwyczaj po konsultacji z odpowiednim kworum kapłańskim czy prezydium organizacji pomocniczej. 
Ulegają rozwiązaniu z chwilą zwolnienia prezydenta z powołania czy stanowiska. Ukształtowały się stopniowo już w pierwszych latach istnienia mormonizmu, osadzone są w jednym z pism świętych wchodzących w skład kanonu tej tradycji religijnej, mianowicie w Naukach i Przymierzach. Ich struktura organizacyjna oraz ich cel, funkcja i natura zostały określone w rozdziale 107. tej właśnie księgi. 
Objawienie otrzymane przez Josepha Smitha, pierwszego mormońskiego przywódcę i twórcę tej tradycji religijnej w listopadzie 1831, jako pierwsze opisywało urząd prezydenta. Do 1832 ukształtowało się właściwe prezydium wyższego kapłaństwa, złożone ze Smitha oraz jego dwóch doradców, kierujące całym Kościołem. Wspomniane wyżej powielanie prezydiów na niższych szczeblach organizacji również ma korzenie w samych początkach mormonizmu, prezydenci poszczególnych palików czy kworów kapłańskich dobierali sobie bowiem dwóch doradców już za życia Smitha. Sama struktura natomiast, zdaniem Smitha, miała mieć biblijne korzenie. W 1834 określił on apostoła Piotra jako przewodniczącego rady z dwoma kolejnymi mężczyznami powołanymi jako jego doradcy.
Podkreśla się, że ich celem jest to, by decyzje nigdy nie były podejmowane w pojedynkę, a każde zorganizowane w ten sposób gremium było w stanie funkcjonować pod nieobecność osoby przewodniczącej. Zauważano przy tym, że dominująca pozycja prezydenta w prezydium równoważona jest przez odpowiedzialność zawsze dzieloną z doradcami. Ma to wspierać osobisty rozwój jednostki i w ten sposób pomagać w przygotowywaniu kolejnych generacji kościelnych przywódców.